# علم عمان (الأردن)
علم عمّان هو العلم لمدينة وبلدية عمان، الأردن. معترف رسمياً به من قبل الحكومة الأردنية. يظهر في المقدمة كلمة عمّان مكتوبة باللغة العربية في الخط المائل في عمان، وفي الخلفية تلال ومنازل. اعتمد هذا العلم من قبل بلدية عمان الكبرى في عام 2009 بدلاً من «علم القوس» القديم.

## معرض الصور

علم عمّان لغاية 2009
العلم الحالي